# Hadula chiklika
Hadula chiklika är en fjärilsart som beskrevs av Moore 1878. Hadula chiklika ingår i släktet Hadula och familjen nattflyn. Inga underarter finns listade i Catalogue of Life.